# بني شيكر
بني شيكر (بالأمازيغية: ایت شیکر) جماعة ومدينة تقع بإقليم الناظور في منطقة الريف وتحد شمالا على البحر الأبيض المتوسط وشرقا على غابة كوروكو وجنوبا على جماعة فرخانة وغربا على قرية رأس ورك التابعة لجماعة فرخانة. وتمتد على مساحة 208.18 كلم مربع ويبلغ عدد سكانها حوالي 18 ألف نسمة حسب إحصاء سنة 2004 موزعة على ثلاثة وعشرون دائرة انتخابية. وتخترقها الطريق الرئيسية الرابطة بينها وجماعة فرخانة وهي الطريق الوحيدة التي تربط جماعة بني شيكر بمدينة الناظور.

## التقسيم الإداري
من بين القرى والدواوير المكونة لجماعة بني شيكر نجد:
أفارها، أجلمام، دهار أوراغ، هيدون، إعكيون، إبولقديدن، إيموهاي، عين علا هيدون، إزمورن، آيث لحسن، سيدي الحاج سعيد، تافراست، تاوريرت، تشارانا، تيبوذا، تيزي إمرايطا إبوعجاجا طرارة إهرويا.

## أعلام
- محمد شكري
- نجاة فالو بلقاسم